# Ballana effusa
Ballana effusa är en insektsart som beskrevs av Delong 1964. Ballana effusa ingår i släktet Ballana och familjen dvärgstritar. Inga underarter finns listade i Catalogue of Life.